# Der kleine Prinz (1974)
Der kleine Prinz ist ein britisch-amerikanisches Filmmusical nach der gleichnamigen Erzählung von Antoine de Saint-Exupéry. Die Musik ist von Frederick Loewe, Drehbuch und Liedtexte schrieb Alan Jay Lerner.

## Handlung
Der Pilot wollte als kleiner Junge Maler werden, doch seine Zeichnungen wurden von den „großen Leuten“ verkannt, und er konnte mit ihnen nicht über Kunst reden. Deswegen verschweigt er seine innere Leidenschaft und wird selbst ein „vernünftiger Erwachsener“. Er wird Pilot, und am Himmel erlebt er seine Freiheit. Er hat aber nach wie vor niemanden, mit dem er über seine Leidenschaft reden kann.
Bei einem Testflug von Paris nach Indien muss der Pilot wegen eines Motordefekts in der Sahara notlanden. Dort begegnet er dem kleinen Prinzen. Der Prinz bittet ihn, ein Schaf zu malen, und weckt so wieder die alte Leidenschaft des Piloten. Während der Pilot den Flugzeugmotor repariert, entwickeln sich verschiedene Gespräche zwischen dem Piloten und dem kleinen Prinzen. Dabei erzählt der Prinz von seinem Heimatplaneten mit den drei Vulkanen und der Rose und von seiner Reise zur Erde.
Auf dieser Reise kam der kleine Prinz an verschiedenen anderen Planeten vorbei: dem Planeten des Königs, der ohne Grenzen und Dokumente nicht leben kann; dem Planeten des Geschäftsmanns, der ganz in seiner Zahlenwelt lebt und vollständig auf Besitz und dessen Vermehrung fixiert ist; dem Planeten des Historikers, der sich seine Geschichte und Wahrheit so schreibt wie er sie haben möchte; dem Planeten des Generals, für den der Sinn des Lebens darin besteht, auf dem „Feld der Ehre“ zu sterben.
Zuletzt landet der kleine Prinz auf der Erde und begegnet hier der Schlange. Die Schlange erzählt ihm, dass ein einziger tödlicher Biss von ihr alle Probleme lösen könne. Danach erreicht der kleine Prinz einen Rosengarten mit Tausenden von Rosen. Er ist ganz erschrocken, weil seine Rose auf seinem Heimatplaneten nichts Besonderes mehr ist. Dann begegnet er dem Fuchs, der zuerst ganz scheu ist und sich vor dem Prinzen versteckt, sich aber dann zähmen lässt. Der Fuchs macht dem kleinen Prinzen deutlich, dass er ein Fuchs wie viele andere auch ist und dass der kleine Prinz ein Kind wie viele andere ist. Was sie aber besonders macht, ist ihre Freundschaft, die sie verbindet.
Mit seinem Reisebericht bewirkt der kleine Prinz im Piloten eine Veränderung der Wahrnehmung, was wirklich wichtig ist. Es entsteht eine Freundschaft zwischen den beiden. Doch als der Pilot den Flugzeugmotor wieder zum Laufen bringt, drückt den kleinen Prinz das Heimweh zu seinem Planeten und zu seiner Rose. Als der Pilot wieder nach Hause fliegen will, möchte der kleine Prinz nicht mit, sondern selbst wieder nach Hause und nützt das Angebot der Schlange mit ihrem tödlichen Biss. Allerdings muss er so seinen Leib zurücklassen.

## Produktion
Der Film wurde bei den EMI-MGM Elstree Studios in Hertfordshire, England, produziert. Drehorte waren in der tunesischen Sahara.
Michael Jackson ließ sich von Bob Fosses Tanz in diesem Film zum Moonwalk und zu weiteren Tänzen in seinem 1983 erschienenen Musikvideo zu Billie Jean inspirieren. Über Umwege trugen dieser Film und Bob Fosse somit zur weltweiten Popularisierung des Moonwalks bei.

## Synchronsprecher
Für die deutsche Bearbeitung des Films war Eberhard Storeck verantwortlich.
| Rolle         | Darsteller     | Synchronsprecher    |
| ------------- | -------------- | ------------------- |
| Pilot         | Richard Kiley  | Jürgen Thormann     |
| Kleiner Prinz | Steve Warner   | Gould Maynard       |
| Fuchs         | Gene Wilder    | Sigmar Solbach      |
| König         | Joss Ackland   | Horst Sommer        |
| Geschäftsmann | Clive Revill   | Eberhard Storeck    |
| General       | Graham Crowden | Manfred Lichtenfeld |

## Erstaufführungen
- USA 7. November 1974
- Deutschland 24. Dezember 1979

## Auszeichnungen
1975 gewann der Film einen Golden Globe Award in der Kategorie Beste Filmmusik für Liedtexter Alan Jay Lerner und Komponist Frederick Loewe. Weitere Golden-Globe-Nominierungen erhielt der Film in den Kategorien Bester Film – Komödie oder Musical, Bester Filmsong (für „I Never Met a Rose“ von Loewe und Lerner) sowie in der heute nicht mehr vergebenen Kategorie Most Promising Newcomer – Male Steve Warner.
Der kleine Prinz wurde außerdem für zwei Oscars nominiert: in den Kategorien Beste Filmmusik und Bester Song (für „Little Prince“ von Loewe und Lerner).

## Kritiken
Der Filmdienst kritisierte, das „lyrisch-zarte Märchen“ von Antoine de Saint-Exupéry sei in ein „poetisch wenig stimmiges Musical mit teilweise aufdringlichen Bildern“ umgewandelt wurde. Dem Charakter der Vorlage werde der Film „in keiner Weise gerecht“, der überdies „zu sehr dem Geist seiner Entstehungszeit“ verpflichtet sei.